# Tomič
Tomič je priimek več znanih Slovencev:
- Aleš Tomič (*1977), atlet
- Eva Tomič, diplomatka, mag.
- Marina Tomič (*1963), atletinja
- Viktorija Tomič (*1958), medicinska mikrobiologija in imunologija
- Zora Tomič (1929—2021), sociologinja, političarka, diplomatka in humanitarka